# Lerotholi Seeiso
Princ Lerotholi Seeiso (* 18. dubna 2007) je člen lesothské královské rodiny a současný následník trůnu.
Princ Lerotholi Mohato Bereng Seeiso se narodil v soukromé nemocnici Maseru v stejnojmenném hlavním městě. Je třetím dítětem a jediným synem krále Letsieho III. Lesothského a královny Masenaty Mohato Seeiso. Má dvě starší sestry, princezny Senate a 'M'aSeeiso. Princ Lerotholi byl pojmenován po Lerotholim, hlavním náčelníkovi Basothů v letech 1891 až 1905.
Princ Lerotholi byl 2. června 2007 v kostele sv. Ludvíka v Matsiengu pokřtěn jako „David“. Křest provedl maserský arcibiskup Bernard Mohlalisi, hlava katolické církve v Lesothu. Hlavní náčelník Likhoele, Lerotholi Seeiso, se stal princovým kmotrem.